# Octanoato de etila
Octanoato de etila, também chamado de caprilato de etila é um composto orgânico, o éster do ácido octanóico com o etanol de fórmula estrutural CH3(CH2)6COOCH2CH3 utilizado na indústria alimentícia e em perfumaria como um aroma. Está presente em muitas frutas e bebidas alcoólicas. Possui um cheiro forte de frutas e flores e é usado na composição de aromas de frutas.